# 金子光晴
金子 光晴（かねこ みつはる、1895年（明治28年）12月25日 - 1975年（昭和50年）6月30日）は、日本の詩人。本名は金子安和（かねこ やすかず・後に保和を名乗る）。弟に詩人で小説家の大鹿卓がいて、衆議院議員の河野密（妹・捨子の夫）は義弟にあたる。妻も詩人の森三千代、息子に翻訳家の森乾。
愛知県海東郡越治村（現津島市）生まれ。暁星中学校卒業。早稲田大学高等予科文科、東京美術学校日本画科、慶應義塾大学文学部予科に学ぶも、いずれも中退。
渡欧して西洋の詩を研究し、詩集『こがね虫』(1923年)を刊行。その後世界を放浪して無国籍者の視野を獲得。反権力、反戦の詩を多く残した。作品に『鮫』(1937年)、『落下傘』(1948年)など。

## 経歴
愛知県海東郡越治村（現：津島市下切町）に大鹿和吉・里やうの子息として生まれる。生家は酒類販売業だったが、2歳の時に経営が破綻。一家は名古屋市小市場町（現：中区錦三丁目）に転居し、安和は土建業の清水組名古屋出張所主任だった金子荘太郎の養子となる（正式には6歳のとき）。養母の須美は当時16歳。
1900年（明治33年） に養父・荘太郎が京都出張所主任となったため京都市上京区に転居、金子保和として銅駝尋常高等小学校尋常科に入学。1906年（明治39年） に荘太郎は東京本店転任し銀座の祖父宅に同居、泰明尋常高等小学校（現：中央区立泰明小学校）高等科に入学すると相前後して銀座竹川町（現・銀座7丁目）のキリスト教教会で洗礼志願式を受ける。また浮世絵師の小林清親に日本画を習った。翌1907年（明治40年） 6月に一家は牛込新小川町に転居し、津久戸尋常小学校（現・新宿区立津久戸小学校に転校。11月に友人と渡米を企てて家出するが、やがて見つかり連れ戻される。この放浪中の不摂生により体調を崩し、翌年3月まで床に臥せる。
1908年（明治41年） 4月、暁星中学校に入学。漢文学への関心から老荘思想や江戸文学に惹かれ、中学2年の夏休みには徒歩で房総半島を横断旅行した。初年度は成績優秀だったものの、中学の校風に反発して成績が悪くなり200日近く欠席したことで中学2年で留年となる。この頃から現代文学に関心を移し、小説家を志望して中学4年の時に同人誌を発行し級友に回覧する。
1914年（大正3年） 4月、早稲田大学高等予科文科に入学するが、自然主義文学の空気になじめず、オスカー・ワイルドやアルツィバーシェフに影響を受ける。結局翌1915年（大正4年） 2月に早大予科を中退し東京美術学校（現・東京芸術大学）日本画科に入学するが8月には退学。9月に慶應義塾大学文学部予科に入学。この頃の生活の荒み振りを後に「人はみな、その頃の僕を狂人あつかいにした」と回想しているが、肺尖カタルにより3ヵ月ほど休学して1916年（大正5年） 6月に慶大予科を中退した。この頃保泉良弼・良親兄弟と知り合い、触発されて詩作をはじめる。ボードレール、北原白秋、三木露風などの詩を読みふけり、7月に石井有二、小山哲之輔らと同人誌『構図』を発行（2号で休刊）。丙種で徴兵検査に合格した。
1916年10月に養父の荘太郎が死去したため養母と財産を折半し、1917年（大正6年） 牛込区赤城元町に転居。放蕩生活は相変わらずで岐阜、関西、福江島などへ「目的のない」旅をしつつ、中条辰夫と雑誌『魂の家』を発行（5号で休刊）。更に ウォルト・ホイットマン、エドワード・カーペンターに影響を受けて鉱山の仕事に着手するが失敗し、12月に養父の友人とともにヨーロッパ遊学に旅立った。その少し前に川路柳虹に印刷会社を紹介してもらい、処女詩集『赤土の家』を1919年（大正8年） 1月に麗文社から刊行した。
『赤土の家』公刊した少し後に保和はイギリス・リバプールに到着し、そこからロンドンまたベルギーのブリュッセルをへと旅し同行人と別れ一人でブリュッセル郊外に下宿。親日家であり日本の工芸品のコレクターであったイヴァン・ルパージュの厚遇を得、西洋美術に触れ落ち着いた読書の日々を送りながらもエミール・ヴェルハーレンの詩に強い影響を受ける。結局1920年（大正9年）5月にブリュッセルを離れてパリへ移り、12月にロンドンで帰国の船に乗って1921年（大正10年） 1月に日本へ戻った。
2年余のヨーロッパ旅行から帰国して後、同人誌『人間』『嵐』等に詩を発表、大山広光、佐藤八郎、平野威馬雄らと 詩誌『楽園』（3号で休刊）の編集に携る。更にベルギーで書きためた詩の推敲に着手し、1923年（大正12年） 7月に詩集『こがね蟲』として公刊。その出版記念会には西条八十、吉田一穂、石川淳、室生犀星、福士幸次郎らが出席した。
関東大震災に罹災して名古屋の友人の実家から兵庫の実妹の嫁ぎ先へ身を寄せたが、1924年（大正13年） 1月に東京に戻る。この頃小説家志望の森三千代と交際し7月には三千代が妊娠のため東京女子高等師範（現：お茶の水女子大学）を退学、室生犀星の仲人により結婚した。1925年（大正14年） 3月に長男・乾が誕生して翻訳で生計を立てるが、困窮した生活が続く。3月、『ブェルハレン詩集』訳（新潮社）。8月、『近代仏蘭西詩集』訳（紅玉堂書店）、モーリス・ルブラン『虎の子』訳（紅玉堂書店、怪盗ルパンシリーズ）を刊行。
1926年（大正15年） 3月、夫婦で上海に1ヵ月ほど滞在し、魯迅らと親交をかわす。翌1927年（昭和2年）にも国木田虎雄夫妻と上海に行き3ヵ月ほど滞在、横光利一とも合流して交流を深める。この間に三千代が美術評論家の土方定一と恋愛関係に陥る。5月、詩集『鱶沈む』（有明社出版部、森三千代との共著）を刊行。1928年（昭和3年） 小説『芳蘭』を第1回改造懸賞小説に応募、横光利一が強く推したものの次点に終わりこれを機に小説から離れる。9月に三千代との関係を打開するため、アジア・ヨーロッパの旅に出発。はじめの3ヵ月ほどは大阪に滞在し、後に長崎から上海に渡る（上海にはこれより5ヶ月に渡って滞在）。上海では風俗画の展覧会を開いて旅費を調達し、香港を経由しシンガポールでも風景小品画展を開いてジャカルタ、ジャワ島へ旅行。11月までに一人分のパリまでの旅費が貯まり、三千代を先に旅立たせて自身は1930年（昭和5年） 1月に渡欧してパリで三千代と再会した。パリでは額縁造り、旅客の荷箱作り、行商等で生計をつなぎ「無一物の日本人がパリでできるかぎりのことは、なんでもやった」と後に回想した。1931年（昭和6年）にブリュッセルのルパージュのもとへ身を寄せる。日本画の展覧会を開いて旅費を得、三千代を残してシンガポール更には4ヵ月ほどマレー半島を旅行。三千代は1932年（昭和7年） する4月に単身で帰国し、6月には光晴も帰国した。帰国後実母の奨めもあって実妹・河野捨子が経営していた化粧品会社の宣伝部門に勤務、製造販売していた洗顔料の商標としてモンココ（かわい子ちゃん）と名付けている。この頃から山之口貘との交友がはじまる。
1935年（昭和10年） 9月、『文藝』に「鮫」を発表（後に人文社より同名の詩集を公刊）。12月には『中央公論』に「灯台」を発表する。日本の社会体制への批判を込めた詩を次第に発表するようになる一方で、喘息の発作で苦しむことが多くなる。1937年（昭和12年） 12月には三千代を伴い中国北部を旅行し、日本軍の大陸進出に対する認識を深くした。帰国後暫くして吉祥寺に転居し、する。1940年（昭和15年） 10月に『マレー蘭印紀行』（山雅房）を1943年（昭和18年） 12月には『マライの健ちゃん』（中村書店）をそれぞれ刊行。またアンリ・フォコニエ『馬来』『エムデン最期の日』の翻訳を手掛けた。この頃長男の乾が徴兵検査を受け1944年（昭和19年）11月に召集令状が届いたが、息子を戦地に送らせないため気管支カタルを病んでいた乾を雨の中に立たせて召集を免れる。翌1945年（昭和20年）にも再度乾に召集令状が届くが、診断書を持って係官と掛け合って召集を延期させ終戦を迎えた。
戦局の悪化で山梨県の山中湖畔に疎開（この頃、後に『落下傘』で発表する作品群を制作）し、1946年（昭和21年） 3月に吉祥寺に戻って『コスモス』の同人となる。 だが詩人志望の大河内令子と恋愛関係になった上に、三千代が関節リウマチに罹患。そのため三千代との間で離婚・復縁を繰り返し1949年（昭和24年）5月に詩集『女たちのエレジー』（創元社）、12月には詩集『鬼の児の唄』（十字屋書店）を刊行した。1954年（昭和29年） 1月に『人間の悲劇』で第5回読売文学賞を受賞。1957年（昭和32年） 8月に自伝『詩人』（平凡社）を、1959年（昭和34年） 10月に『日本人について』（春秋社）、同年12月には『日本の芸術について』（春秋社）をそれぞれ刊行した。1960年（昭和35年） 7月には書肆ユリイカより『金子光晴全集（全5巻）』第1巻を刊行。1964年（昭和39年） 6月には桜井滋人・新谷行などと同人雑誌『あいなめ』に参加するも、1969年（昭和44年） 5月に軽い脳溢血により片腕が利かなくなり、2ヵ月ほど河北病院に入院。1972年（昭和47年） 3月に『風流尸解記』で芸術選奨文部大臣賞を受賞する。
1974年（昭和49年） 7月から雑誌『面白半分』の編集長を半年務め、金子の特異なキャラクターが若者に知られ「エロじいさん」キャラで若者の間の教祖的な存在となった。1975年（昭和50年） 2月より『金子光晴全集』が刊行開始（全15巻、中央公論社、1977年の1月まで）。4月、遺書をしたためる。『金子光晴（日本の詩）』（ぽるぷ出版）。6月30日午前11時30分、気管支喘息による急性心不全により武蔵野市吉祥寺本町の自宅で死去。7月5日、千日谷会堂にて告別式が行われる。

## 著作
詩集として『落下傘』、『こがね蟲』、『鮫』、『蛾』、『IL』、『女たちへのエレジー』 、『若葉のうた』などがある。また、『マレー蘭印紀行』、『どくろ杯』、『ねむれ巴里』などの自伝、終戦後の日本と自身の『人間の悲劇』、 古今東西絶望した人々について書いた『絶望の精神史』などがある。
一般的に鋭い自己と現実批判、抵抗、反骨の詩人として知られる。
戦時中も偽装した詩で監視・検閲を潜り抜け戦争へ傾く風潮に抵抗する作品を発表しつづけた。（後述）
イギリス、ベルギー、パリ、上海、アジア、欧州の旅の風景、人物の描写、 江戸から明治、大正、昭和、戦中と敗戦後の移り変わりについてや、『愛情69』などエロスを描いた作品も評価が高い
1918年以降、イギリス、ベルギー、フランス、上海に渡航、滞在。
1928年には妻三千代との関係を打開するため、アジア・ヨーロッパの旅にて欧州の植民地となったアジアの国を見る。
この旅は裕福なものではなく、各地の日本人がいれば訪ね、多少習っていた 絵を描き、資金援助を申し出ては、断られながらの旅であった。
旅の末たどり着いたパリでは、一時期安定した収入も無く、生活の為に本人曰く、売春以外のことは何でもしたと自伝「眠れパリ」でも詳細に描かれている。
戦争中は戦争に対し自身の経験からも反対の立場をとり、作品を発表するにあたり、国の検閲をすり抜けるよう文学的技法を使い、偽装した形で発表し続けた。戦争・天皇・宗教・日本の封建的性格などについての作品も多く残している。
一人息子が招集されそうになった時には、病気に近い状態にし兵役を免れさせ、国家への不服従を貫き、個人の意思を貫いた。
表面的には一見、戦争肯定とも見える詩「湾」「落下傘」なども書いているが、監視や検閲をすり抜け作品を届ける為に一見、戦争批判ではないようにも見える表現を行ったと本人が自著、改定『詩人　金子光晴自伝』（P195～197）解説している。
代表作の一つ、詩集『鮫』についての本人の自著、改定『詩人 金子光晴自伝』（P195～197）の解説では、
「『鮫』は禁制の書だったが、厚く偽装を凝らしているので、ちょっとみては、検閲官にもわからなかった。鍵一つ与えれば、どの曳きだしもすらすらあいて、内容がみんなわかってしまうのだが（中略）
```
「泡」は日本軍の暴状の曝露、「天使」は徴兵に対する否定と、厭戦論であり、「紋」は、日本の封建的性格の解剖であって、政府側からみれば、こんなものを書く僕は抹殺に値する人間であるわけだ。
```

強力な軍の干渉のもとの政府下で、どれだけ生きのびれるかが、我ながらみものであった。そして、この結果は、当時の僕としては、いかなる力をもってしても、考え直したり、曲げたりする余地のあるものではなかった。
（中略） 
御用作家たちも、続々と海を渡って、報道陣に加わった。非協力作家のリストを軍の黒幕になって作っている文士もあると聞いた。 
金子光晴はまだ帰り新参の駆け出しだったので、そういうリストには漏れていた。詩が難解ということも僕にとって有利だった。その上、僕の詩の鍵を握った連中は、概して僕を外界から守ってくれた。多くの正直な詩人達が、沈黙を守らせられている時、僕に語らせようという、暗黙のあいだの理解が、目立たぬ場所で僕を見守っていてくれたのだ。』
　戦時中下の暴力的言論弾圧下の中、厳しくなる検閲や監視からすり抜けるため、光晴の考えを知っているものや、詩に造詣のある者、さらには一般の読者にも鍵の様なものがあれば全ての引き出しが開き、逆の意味を意図している内容がわかるように書いたと後述している。
読み取り方の【鍵】の一例としては、後述する『こがね蟲　金子光晴研究第4号』（金子光晴の会発行。勁草書房発売ISBN 4-326-95077-3C 0392）において作品「湾」の分析ではこうされている。
「湾」の序文のヘーゲルの言葉の引用
「永遠の平和に安らふ民あらんか　それはただ堕落の外なるべし」という内容。これらは光晴の作品を知る者には、光晴が絶対に思わないであろう 正反対とも言えるものである。それを意図的にあえて序文に載せているのは、読者に以下、この詩の内容は通常の読み取りではなく、反語・否定的な意図で読み取って欲しいという【鍵】であると、光晴の自伝、改定『詩人　金子光晴自伝』内にて解説されている。
光晴研究の中で湾の内容の読み取り方として分析者は（）を光晴の真意ではないかとして付け加えている。
「勝たねばならぬ（という）信念の（スローガン）ため　ひとそよぎの草も動員されねばならないのだ」。
意味として「勝つために動員すべき」ではなく、「草までも動員するという馬鹿、馬鹿しさ、強制への反抗」また「草」自体も自然に生えている自由なはずの人間、もしくは光晴自身とも読め、どんなものにも強制する現状への思いを書いているとも読み取れる。
また、『こがね蟲　金子光晴研究第4号』による研究の中では、戦中も身の危険を感じながらも、自身の作品を描き続けた光晴が、突如、戦争賛美詩を書くのも不自然であり、戦中も反戦や抵抗詩も書いている事から、得意の隠喩、伏字、アイロニー（反語、風刺、あてこすり、皮肉など）を込めた詩で検閲や特高警察の監視の目を逸らしながら発表したものであろうと分析している。
アイロニーの表現の例として光晴の作品『戦争』を挙げる
～中略～

子どもよ。まことにうれしいじゃないか。
たがいにこの戦争に生まれあわせたことは。
十九の子どもも
五十の父親も
おなじおしきせをきて

おなじ軍歌をうたって。
また櫻本富雄が戦争賛美詩とした『湾』『洪水』は戦争協力詩であるとの主張に対し、金子光晴の会『こがね蟲　金子光晴研究第4号』では、
光晴の詩法と意図を読み取らずに、レッテルを貼った詩の実像を歪める行為であると、各詩の改編や指摘箇所、発表当時の雑誌の状況（同じ雑誌のある詩は反戦的内容で、片方は戦争賛美詩という指摘の矛盾など）を例に出し各詩を詳細に分析し、櫻本の意見に反論している。
これとは別に光晴自身のエッセイ（『反骨』か『じぶんというもの』収録）の中で、『天邪鬼のうさばらし』として、今（エッセイ筆記当時）の反戦運動の中には、熱に浮かされた戦争時と共通するものを感じなくもないと書いている。
晩年はTV出演や対談を多くしており、その一部が『金子光晴下駄ばき対談』、回想に堀木正路『金子光晴とすごした時間』（各・現代書館）
戦後は、山川浩『京都守護職始末　旧会津藩老臣の手記』（平凡社東洋文庫全2巻）を訳し、『日本人の悲劇』（新書判、レグルス文庫・第三文明社）、『絶望の精神史　体験した「明治百年」の悲惨と残酷』（初版は光文社カッパ・ブックス）を著し、明治維新以降の近代化路線へ批判を行っている。

### 没後刊行の新編著作
- 『金子光晴詩集』（思潮社 現代詩文庫、新版2008年）、新書判
- 『風流尸解記』（講談社文芸文庫、1990年）
- 『金子光晴詩集』（清岡卓行編、岩波文庫、1991年）
- 『女たちへのいたみうた　金子光晴詩集』（集英社文庫、1992年）
- 『詩人 金子光晴自伝』（講談社文芸文庫、1994年）
- 『金子光晴抄　詩と散文に見る詩人像』（河邨文一郎編、冨山房百科文庫、1995年）、新書判
- 『絶望の精神史』（講談社文芸文庫、1996年）
- 『人間の悲劇』（講談社文芸文庫、1997年）
- 『女たちへのエレジー』（講談社文芸文庫、1998年）
- 『人よ、寛かなれ』（中公文庫、2003年）
- 『どくろ杯』（中公文庫、改版2004年）
- 『マレー蘭印紀行』（中公文庫、改版2004年）
- 『這えば立て』（中公文庫、2004年）
- 『ねむれ巴里』（中公文庫、改版2005年）
- 『流浪』 金子光晴エッセイ・コレクション 全3巻
  - 『異端』、『反骨』（大庭萱朗編、ちくま文庫、2006年）
- 『西ひがし』（中公文庫、改版2007年）
- 『世界見世物づくし』（中公文庫、2008年）
- 森三千代／森乾と共著 『詩集「三人」』（講談社、2008年／講談社文芸文庫、2019年）
- 『金子光晴　ちくま日本文学 038』（筑摩書房、2009年）、文庫判
- 『老薔薇園』（烏有書林、2015年）
- 『自由について　金子光晴老境随想』（中公文庫、2016年）
- 『じぶんというもの　金子光晴老境随想』（中公文庫、2016年）
- 『マレーの感傷　金子光晴初期紀行拾遺』（中公文庫、2017年）
- 森三千代と共著 『相棒』（中公文庫、2021年）
- 『詩人／人間の悲劇　金子光晴自伝的作品集』（ちくま文庫、2023年）

#### 資料文献
- 『金子光晴　新装版現代詩読本3』（思潮社、1985年）
- 『アジア無銭旅行』（ランティエ叢書18：角川春樹事務所、1998年）
- 『金子光晴　21世紀の日本人へ』（晶文社、1999年）
- 『金子光晴・草稿詩集IL（イル）〈自筆ノート〉復刻』（金子光晴の会、2010年）
- 桜井滋人聞き書き『金花黒薔薇艸紙』（集英社、1975年／小学館文庫、2002年）
- 森乾『父・金子光晴伝　夜の果てへの旅』（書肆山田、2002年）
- 柏倉康夫『今宵はなんという夢見る夜　金子光晴と森三千代』（左右社、2018年）
- 『金子光晴を旅する』（中公文庫、2021年）、本人の回想と、作品論集

### 翻訳
- アルチュール・ランボー『ランボオ詩集』角川文庫、1951年、改版1969年
  - 『イリュミナシオン　ランボオ詩集』角川文庫、1999年／土曜社、2020年
- ルイ・アラゴン『アラゴン詩集』クロード・ロワ編著、創元社（世界現代詩叢書、第1）1951年
- ボードレエール『全訳 悪の華』宝文館、1952年
- ポール・ヴェルレーヌ『フランドル遊記』平凡社、1994年

## 絵画
- 「蛾」 紙本墨絵 色紙
- 「燻蠟(人力車の図)」 紙本墨絵 色紙
- 「花(仮題)」 紙本水彩 色紙

### 画集・アルバム
- 『金子光晴自選詩画集』五月書房、1974年
- 『大腐爛頌』詩画集　中林忠良版画／金子光晴詩　ギャルリー・ワタリ、1975年

ブリュッセルでその多くが作られた詩集で、ここに収められた「アルコール」「草刈り」という詩について、詩人の飯島耕一はブリューゲルやボッシュの反映があるように思うと述べ、とくに「草刈り」に関してはのちの『鮫』（1935年）以降の詩へとつながって行く重要な詩であるとしている。
- 『金子光晴 画帖』、河邨文一郎編、三樹書房、1981年
- 『金子光晴旅の形象：アジア・ヨーロッパ放浪の画集』、今橋映子編、平凡社、1997年
- 『金子光晴　新潮日本文学アルバム45』新潮社、1994年
- 『金子光晴 散歩帖』 峠彩三写真と文、アワ・プランニング、2002年
- 『金子光晴の旅　かへらないことが最善だよ。』 横山良一写真、平凡社コロナ・ブックス、2011年
- 『まばゆい残像　そこに金子光晴がいた』 小林紀晴写真、わたしの旅ブックス、2019年

## 金子光晴とフォーク
- 高田渡
  - 69
- ひがしのひとし
  - うまれてはじめてのことを女はされる
- 友部正人
  - 絵はがき